# Posição de Lucena
|   | a                                                                                | b                                                                                | c                                                                                | d                                                                                | e                                                                                | f                                                                                | g                                                                                | h                                                                                |   |
| 8 | b8 branco rei · d8 preto rei · b7 branco peão · a2 preto torre · c1 branco torre | b8 branco rei · d8 preto rei · b7 branco peão · a2 preto torre · c1 branco torre | b8 branco rei · d8 preto rei · b7 branco peão · a2 preto torre · c1 branco torre | b8 branco rei · d8 preto rei · b7 branco peão · a2 preto torre · c1 branco torre | b8 branco rei · d8 preto rei · b7 branco peão · a2 preto torre · c1 branco torre | b8 branco rei · d8 preto rei · b7 branco peão · a2 preto torre · c1 branco torre | b8 branco rei · d8 preto rei · b7 branco peão · a2 preto torre · c1 branco torre | b8 branco rei · d8 preto rei · b7 branco peão · a2 preto torre · c1 branco torre | 8 |
| 7 | b8 branco rei · d8 preto rei · b7 branco peão · a2 preto torre · c1 branco torre | b8 branco rei · d8 preto rei · b7 branco peão · a2 preto torre · c1 branco torre | b8 branco rei · d8 preto rei · b7 branco peão · a2 preto torre · c1 branco torre | b8 branco rei · d8 preto rei · b7 branco peão · a2 preto torre · c1 branco torre | b8 branco rei · d8 preto rei · b7 branco peão · a2 preto torre · c1 branco torre | b8 branco rei · d8 preto rei · b7 branco peão · a2 preto torre · c1 branco torre | b8 branco rei · d8 preto rei · b7 branco peão · a2 preto torre · c1 branco torre | b8 branco rei · d8 preto rei · b7 branco peão · a2 preto torre · c1 branco torre | 7 |
| 6 | b8 branco rei · d8 preto rei · b7 branco peão · a2 preto torre · c1 branco torre | b8 branco rei · d8 preto rei · b7 branco peão · a2 preto torre · c1 branco torre | b8 branco rei · d8 preto rei · b7 branco peão · a2 preto torre · c1 branco torre | b8 branco rei · d8 preto rei · b7 branco peão · a2 preto torre · c1 branco torre | b8 branco rei · d8 preto rei · b7 branco peão · a2 preto torre · c1 branco torre | b8 branco rei · d8 preto rei · b7 branco peão · a2 preto torre · c1 branco torre | b8 branco rei · d8 preto rei · b7 branco peão · a2 preto torre · c1 branco torre | b8 branco rei · d8 preto rei · b7 branco peão · a2 preto torre · c1 branco torre | 6 |
| 5 | b8 branco rei · d8 preto rei · b7 branco peão · a2 preto torre · c1 branco torre | b8 branco rei · d8 preto rei · b7 branco peão · a2 preto torre · c1 branco torre | b8 branco rei · d8 preto rei · b7 branco peão · a2 preto torre · c1 branco torre | b8 branco rei · d8 preto rei · b7 branco peão · a2 preto torre · c1 branco torre | b8 branco rei · d8 preto rei · b7 branco peão · a2 preto torre · c1 branco torre | b8 branco rei · d8 preto rei · b7 branco peão · a2 preto torre · c1 branco torre | b8 branco rei · d8 preto rei · b7 branco peão · a2 preto torre · c1 branco torre | b8 branco rei · d8 preto rei · b7 branco peão · a2 preto torre · c1 branco torre | 5 |
| 4 | b8 branco rei · d8 preto rei · b7 branco peão · a2 preto torre · c1 branco torre | b8 branco rei · d8 preto rei · b7 branco peão · a2 preto torre · c1 branco torre | b8 branco rei · d8 preto rei · b7 branco peão · a2 preto torre · c1 branco torre | b8 branco rei · d8 preto rei · b7 branco peão · a2 preto torre · c1 branco torre | b8 branco rei · d8 preto rei · b7 branco peão · a2 preto torre · c1 branco torre | b8 branco rei · d8 preto rei · b7 branco peão · a2 preto torre · c1 branco torre | b8 branco rei · d8 preto rei · b7 branco peão · a2 preto torre · c1 branco torre | b8 branco rei · d8 preto rei · b7 branco peão · a2 preto torre · c1 branco torre | 4 |
| 3 | b8 branco rei · d8 preto rei · b7 branco peão · a2 preto torre · c1 branco torre | b8 branco rei · d8 preto rei · b7 branco peão · a2 preto torre · c1 branco torre | b8 branco rei · d8 preto rei · b7 branco peão · a2 preto torre · c1 branco torre | b8 branco rei · d8 preto rei · b7 branco peão · a2 preto torre · c1 branco torre | b8 branco rei · d8 preto rei · b7 branco peão · a2 preto torre · c1 branco torre | b8 branco rei · d8 preto rei · b7 branco peão · a2 preto torre · c1 branco torre | b8 branco rei · d8 preto rei · b7 branco peão · a2 preto torre · c1 branco torre | b8 branco rei · d8 preto rei · b7 branco peão · a2 preto torre · c1 branco torre | 3 |
| 2 | b8 branco rei · d8 preto rei · b7 branco peão · a2 preto torre · c1 branco torre | b8 branco rei · d8 preto rei · b7 branco peão · a2 preto torre · c1 branco torre | b8 branco rei · d8 preto rei · b7 branco peão · a2 preto torre · c1 branco torre | b8 branco rei · d8 preto rei · b7 branco peão · a2 preto torre · c1 branco torre | b8 branco rei · d8 preto rei · b7 branco peão · a2 preto torre · c1 branco torre | b8 branco rei · d8 preto rei · b7 branco peão · a2 preto torre · c1 branco torre | b8 branco rei · d8 preto rei · b7 branco peão · a2 preto torre · c1 branco torre | b8 branco rei · d8 preto rei · b7 branco peão · a2 preto torre · c1 branco torre | 2 |
| 1 | b8 branco rei · d8 preto rei · b7 branco peão · a2 preto torre · c1 branco torre | b8 branco rei · d8 preto rei · b7 branco peão · a2 preto torre · c1 branco torre | b8 branco rei · d8 preto rei · b7 branco peão · a2 preto torre · c1 branco torre | b8 branco rei · d8 preto rei · b7 branco peão · a2 preto torre · c1 branco torre | b8 branco rei · d8 preto rei · b7 branco peão · a2 preto torre · c1 branco torre | b8 branco rei · d8 preto rei · b7 branco peão · a2 preto torre · c1 branco torre | b8 branco rei · d8 preto rei · b7 branco peão · a2 preto torre · c1 branco torre | b8 branco rei · d8 preto rei · b7 branco peão · a2 preto torre · c1 branco torre | 1 |
|   | a                                                                                | b                                                                                | c                                                                                | d                                                                                | e                                                                                | f                                                                                | g                                                                                | h                                                                                |   |

A Posição de Lucena é uma das mais importantes e estudadas posições na teoria de finais no enxadrismo. É fundamental nos finais do tipo Torre e Peão versus Torre.
A denominação da posição é em homenagem ao enxadrista espanhol Luis Ramirez de Lucena, embora a posição não conste em sua obra-prima Repetición de Amores y Arte de Axedrez, de 1497. Entretanto, a posição é mostrada pela primeira vez no Il Puttino, de 1634, romance de Alessandro Salvio que conta a vida do enxadrista Leonardo di Bonna.

## Método de Vitória
As Brancas vencem ao isolar o Rei Preto, mantendo duas colunas entre ele e o Peão Branco, e trazendo a Torre para a linha 4, de forma a cobrir um cheque da Torre Preta com a Torre Branca.
|   | a                                                                                | b                                                                                | c                                                                                | d                                                                                | e                                                                                | f                                                                                | g                                                                                | h                                                                                |   |
| 8 | b8 branco rei · b7 branco peão · e7 preto rei · d4 branco torre · a2 preto torre | b8 branco rei · b7 branco peão · e7 preto rei · d4 branco torre · a2 preto torre | b8 branco rei · b7 branco peão · e7 preto rei · d4 branco torre · a2 preto torre | b8 branco rei · b7 branco peão · e7 preto rei · d4 branco torre · a2 preto torre | b8 branco rei · b7 branco peão · e7 preto rei · d4 branco torre · a2 preto torre | b8 branco rei · b7 branco peão · e7 preto rei · d4 branco torre · a2 preto torre | b8 branco rei · b7 branco peão · e7 preto rei · d4 branco torre · a2 preto torre | b8 branco rei · b7 branco peão · e7 preto rei · d4 branco torre · a2 preto torre | 8 |
| 7 | b8 branco rei · b7 branco peão · e7 preto rei · d4 branco torre · a2 preto torre | b8 branco rei · b7 branco peão · e7 preto rei · d4 branco torre · a2 preto torre | b8 branco rei · b7 branco peão · e7 preto rei · d4 branco torre · a2 preto torre | b8 branco rei · b7 branco peão · e7 preto rei · d4 branco torre · a2 preto torre | b8 branco rei · b7 branco peão · e7 preto rei · d4 branco torre · a2 preto torre | b8 branco rei · b7 branco peão · e7 preto rei · d4 branco torre · a2 preto torre | b8 branco rei · b7 branco peão · e7 preto rei · d4 branco torre · a2 preto torre | b8 branco rei · b7 branco peão · e7 preto rei · d4 branco torre · a2 preto torre | 7 |
| 6 | b8 branco rei · b7 branco peão · e7 preto rei · d4 branco torre · a2 preto torre | b8 branco rei · b7 branco peão · e7 preto rei · d4 branco torre · a2 preto torre | b8 branco rei · b7 branco peão · e7 preto rei · d4 branco torre · a2 preto torre | b8 branco rei · b7 branco peão · e7 preto rei · d4 branco torre · a2 preto torre | b8 branco rei · b7 branco peão · e7 preto rei · d4 branco torre · a2 preto torre | b8 branco rei · b7 branco peão · e7 preto rei · d4 branco torre · a2 preto torre | b8 branco rei · b7 branco peão · e7 preto rei · d4 branco torre · a2 preto torre | b8 branco rei · b7 branco peão · e7 preto rei · d4 branco torre · a2 preto torre | 6 |
| 5 | b8 branco rei · b7 branco peão · e7 preto rei · d4 branco torre · a2 preto torre | b8 branco rei · b7 branco peão · e7 preto rei · d4 branco torre · a2 preto torre | b8 branco rei · b7 branco peão · e7 preto rei · d4 branco torre · a2 preto torre | b8 branco rei · b7 branco peão · e7 preto rei · d4 branco torre · a2 preto torre | b8 branco rei · b7 branco peão · e7 preto rei · d4 branco torre · a2 preto torre | b8 branco rei · b7 branco peão · e7 preto rei · d4 branco torre · a2 preto torre | b8 branco rei · b7 branco peão · e7 preto rei · d4 branco torre · a2 preto torre | b8 branco rei · b7 branco peão · e7 preto rei · d4 branco torre · a2 preto torre | 5 |
| 4 | b8 branco rei · b7 branco peão · e7 preto rei · d4 branco torre · a2 preto torre | b8 branco rei · b7 branco peão · e7 preto rei · d4 branco torre · a2 preto torre | b8 branco rei · b7 branco peão · e7 preto rei · d4 branco torre · a2 preto torre | b8 branco rei · b7 branco peão · e7 preto rei · d4 branco torre · a2 preto torre | b8 branco rei · b7 branco peão · e7 preto rei · d4 branco torre · a2 preto torre | b8 branco rei · b7 branco peão · e7 preto rei · d4 branco torre · a2 preto torre | b8 branco rei · b7 branco peão · e7 preto rei · d4 branco torre · a2 preto torre | b8 branco rei · b7 branco peão · e7 preto rei · d4 branco torre · a2 preto torre | 4 |
| 3 | b8 branco rei · b7 branco peão · e7 preto rei · d4 branco torre · a2 preto torre | b8 branco rei · b7 branco peão · e7 preto rei · d4 branco torre · a2 preto torre | b8 branco rei · b7 branco peão · e7 preto rei · d4 branco torre · a2 preto torre | b8 branco rei · b7 branco peão · e7 preto rei · d4 branco torre · a2 preto torre | b8 branco rei · b7 branco peão · e7 preto rei · d4 branco torre · a2 preto torre | b8 branco rei · b7 branco peão · e7 preto rei · d4 branco torre · a2 preto torre | b8 branco rei · b7 branco peão · e7 preto rei · d4 branco torre · a2 preto torre | b8 branco rei · b7 branco peão · e7 preto rei · d4 branco torre · a2 preto torre | 3 |
| 2 | b8 branco rei · b7 branco peão · e7 preto rei · d4 branco torre · a2 preto torre | b8 branco rei · b7 branco peão · e7 preto rei · d4 branco torre · a2 preto torre | b8 branco rei · b7 branco peão · e7 preto rei · d4 branco torre · a2 preto torre | b8 branco rei · b7 branco peão · e7 preto rei · d4 branco torre · a2 preto torre | b8 branco rei · b7 branco peão · e7 preto rei · d4 branco torre · a2 preto torre | b8 branco rei · b7 branco peão · e7 preto rei · d4 branco torre · a2 preto torre | b8 branco rei · b7 branco peão · e7 preto rei · d4 branco torre · a2 preto torre | b8 branco rei · b7 branco peão · e7 preto rei · d4 branco torre · a2 preto torre | 2 |
| 1 | b8 branco rei · b7 branco peão · e7 preto rei · d4 branco torre · a2 preto torre | b8 branco rei · b7 branco peão · e7 preto rei · d4 branco torre · a2 preto torre | b8 branco rei · b7 branco peão · e7 preto rei · d4 branco torre · a2 preto torre | b8 branco rei · b7 branco peão · e7 preto rei · d4 branco torre · a2 preto torre | b8 branco rei · b7 branco peão · e7 preto rei · d4 branco torre · a2 preto torre | b8 branco rei · b7 branco peão · e7 preto rei · d4 branco torre · a2 preto torre | b8 branco rei · b7 branco peão · e7 preto rei · d4 branco torre · a2 preto torre | b8 branco rei · b7 branco peão · e7 preto rei · d4 branco torre · a2 preto torre | 1 |
|   | a                                                                                | b                                                                                | c                                                                                | d                                                                                | e                                                                                | f                                                                                | g                                                                                | h                                                                                |   |

Exemplo:
1. Td1+ Re7
2. Td4! Tc2
3. Ra7 Ta2+
4. Rb6 Tb2+
5. Rc6 Tc2+
6. Rb5! Tb2+
7. Tb4 (1-0)